# Ernst zu Löwenstein-Wertheim-Freudenberg
Ernst Alban Ludwig zu Löwenstein-Wertheim-Freudenberg (* 25. September 1854 in Dresden; † 20. April 1931 in Kreuzwertheim) war ein deutscher Standesherr und seit 1887 fünfter Fürst zu Löwenstein-Wertheim-Freudenberg.

## Herkunft

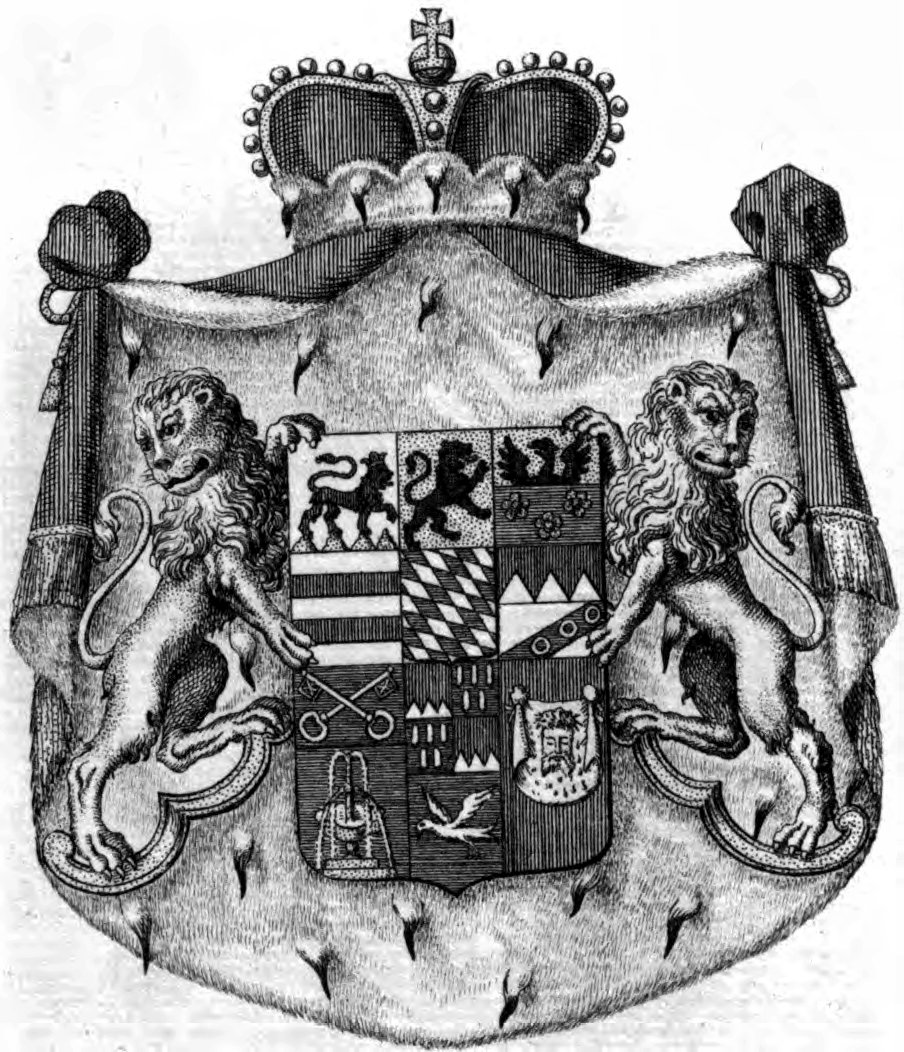
Wappen der Fürsten zu Löwenstein-Wertheim-Freudenberg

Das Adelsgeschlecht derer zu Löwenstein geht zurück auf den Wittelsbacher Friedrich I., den Siegreichen, Kurfürst von der Pfalz (1425–1476), dessen Kinder aus seiner morganatischen Ehe mit Clara Tott in der eigenen Dynastie nicht erbberechtigt waren, weshalb sie ein eigenständiges Adelsgeschlecht bildeten. Mit dem Tod des Grafen Ludwig III. von Löwenstein im Jahre 1611 entstanden die beiden Hauptlinien, die evangelische Linie Löwenstein-Wertheim-Virneburg (später Freudenberg) und die katholische Linie Löwenstein-Wertheim-Rochefort (später Rosenberg).

## Leben
Prinz Ernst wurde am 25. September 1854 geboren. Er war der Sohn des Fürsten Wilhelm zu Löwenstein-Wertheim-Freudenberg (1817–1887) aus dessen Ehe mit Olga Clara, geborene Gräfin von Schönburg-Forderglauchau (1831–1868). Er hatte acht Geschwister.
Ernst war Präsident des Vereins deutscher Standesherren, 1914–18 Etappenkommandeur in Kolmar. Er war seit 1887 Chef des Hauses Löwenstein-Wertheim-Freudenberg und besaß damit als Standesherr von 1887 bis 1918 Sitz und Stimme in der Ersten Kammer der Württembergischen Landstände, der Ersten Kammer der Badischen Ständeversammlung, der Ersten Kammer des Reichsrats Bayern und der Hessischen Kammer der Standesherren.

## Ehe
Fürst Ernst war evangelisch und heiratete am 17. Juni 1886 in Putbus Gräfin Wanda Auguste von Wylich und Lottum (* 2. Dezember 1867 in Berlin; † 10. März 1930 in Kreuzwertheim), Tochter von Wilhelm Carl Gustav Malte, Reichsgraf von Wylich und Lottum und Wanda Maria Freiin von Veltheim-Bartensleben. Die Ehe blieb kinderlos.